# シャルケ04の選手一覧
シャルケ04の選手一覧は、シャルケ04に所属経験のある選手の一覧である。

## 現在の所属選手
以下の2つの表における情報は2020年1月21日現在のものであるが、年齢のみ適宜更新される。また、在籍期間は他クラブに期限付き移籍していた期間をも含む。
| Pos | No. | 選手名                     | 生年月日（年齢）       | 在籍期間 |
| GK  | 23  | マルクス・シューベルト     | 1998年6月12日（26歳）  | 2019年-  |
| GK  | 34  | ミヒャエル・ランガー       | 1985年1月6日（40歳）   | 2017年-  |
| GK  | 35  | アレクサンダー・ニューベル | 1996年9月30日（28歳）  | 2015年-  |
| DF  | 3   | フアン・ミランダ           | 2000年1月19日（25歳）  | 2019年-  |
| DF  | 4   | オザン・カバク             | 2000年3月25日（24歳）  | 2019年-  |
| DF  | 5   | マティヤ・ナスタシッチ     | 1993年3月28日（31歳）  | 2015年-  |
| DF  | 17  | ベンジャミン・スタンブリ   | 1990年8月13日（34歳）  | 2016年-  |
| DF  | 20  | ジョンジョー・ケニー       | 1997年3月15日（28歳）  | 2019年-  |
| DF  | 21  | ジャン＝クレール・トディボ | 1999年12月30日（25歳） | 2020年-  |
| DF  | 24  | バスティアン・オツィプカ   | 1989年1月12日（36歳）  | 2017年-  |
| DF  | 26  | サリフ・サネ               | 1990年8月25日（34歳）  | 2018年-  |
| MF  | 2   | ウェストン・マッケニー     | 1998年8月28日（26歳）  | 2017年-  |
| MF  | 6   | オマール・マスカレル       | 1993年2月2日（32歳）   | 2018年-  |
| MF  | 8   | スアト・セルダル           | 1997年4月11日（27歳）  | 2018年-  |
| MF  | 16  | ナッシム・ブジェラブ       | 1999年6月20日（25歳）  | 2019年-  |
| MF  | 18  | ダニエル・カリジューリ     | 1988年1月15日（37歳）  | 2017年-  |
| MF  | 25  | アミーヌ・アリ             | 1997年6月18日（27歳）  | 2020年-  |
| MF  | 28  | アレッサンドロ・シェプフ   | 1994年2月7日（31歳）   | 2016年-  |
| MF  | 37  | レヴェント・メルジャン     | 2000年12月10日（24歳） | 2019年-  |
| FW  | 9   | ベニト・ラマン             | 1994年11月7日（30歳）  | 2019年-  |
| FW  | 11  | ミヒャエル・グレゴリッチュ | 1994年4月18日（30歳）  | 2020年-  |
| FW  | 14  | ラビ・マトンド             | 2000年9月9日（24歳）   | 2019年-  |
| FW  | 15  | アフメド・クトゥジュ       | 2000年3月1日（25歳）   | 2018年-  |
| FW  | 19  | ギド・ブルクシュタラー     | 1989年4月29日（35歳）  | 2017年-  |

| Pos | 選手名                     | 生年月日（年齢）       | 在籍期間               | 移籍先                         | 移籍期間 |
| GK  | ラルフ・フェールマン       | 1988年9月27日（36歳）  | 2007年-2009年, 2011年- | SKブラン                       | 2020年-  |
| DF  | パブロ・インスア           | 1993年9月9日（31歳）   | 2017年-                | SDウエスカ                     | 2018年-  |
| DF  | ヨナス・カールス           | 1997年3月25日（27歳）  | 2019年-                | FCヴィクトリア・ケルン         | 2020年-  |
| DF  | ハムザ・メンディル         | 1997年10月21日（27歳） | 2018年-                | ディジョンFCO                  | 2020年-  |
| MF  | セバスティアン・ルディ     | 1990年2月28日（35歳）  | 2018年-                | TSG1899ホッフェンハイム        | 2019年-  |
| MF  | ナビル・ベンタレブ         | 1994年11月24日（30歳） | 2016年-                | ニューカッスル・ユナイテッドFC | 2020年-  |
| FW  | マルク・ウート             | 1991年8月24日（33歳）  | 2018年-                | 1.FCケルン                     | 2020年-  |
| FW  | スティーヴン・スクリプスキ | 1992年11月18日（32歳） | 2018年-                | フォルトゥナ・デュッセルドルフ | 2020年-  |
| FW  | セドリック・トイヒャート   | 1997年1月14日（28歳）  | 2018年-                | ハノーファー96                 | 2019年-  |
| FW  | バーナード・テクペティ     | 1997年9月3日（27歳）   | 2016年-2018年, 2019年- | フォルトゥナ・デュッセルドルフ | 2019年-  |

## 主な歴代所属選手
氏名の下の数字はシャルケでの在籍期間を表すが、これは他クラブに期限付き移籍していた期間をも含む。また、太字の選手は2020年1月21日現在、シャルケに所属しているか、シャルケから他クラブに期限付き移籍している選手である。

### GK
| - ノルベルト・ニグブル 1966 - 1976, 1979 - 1983 - ハラルト・シューマッハー 1987 - 1988 - イェンス・レーマン 1988 - 1998 - オリバー・レック 1998 - 2003 - フランク・ロスト 2002 - 2007 | - マヌエル・ノイアー 2006 - 2011 - ラルフ・フェールマン 2007 - 2009, 2011 - - ラース・ウンナーシュタル 2011 - 2014 - ティモ・ヒルデブラント 2011 - 2014 |

### DF
| - ハンス＝ユルゲン・ベッヒャー 1960 - 1971 - フリーデル・ラウシュ 1962 - 1971 - クラウス・フィヒテル 1965 - 1980, 1984 - 1988 - ロルフ・リュスマン 1969 - 1973, 1974 - 1980 - ユルゲン・ゾビーライ 1969 - 1979 - ヘルムート・クレマース 1971 - 1980 - ベルント・ティーレ 1973 - 1983 - マティアス・シッパー 1976 - 1979, 982 - 1988 - トーマス・クルーゼ 1978 - 1988 - ベルナルト・ディーツ 1982 -87 - オラフ・トーン 1983 - 1988, 1992 - 2002 - ヴィルフリート・ハンネス 1986 - 1988 - ミヒャエル・プルス 1986 - 1996 - ユルゲン・ルギンガー 1988 - 1994 - イヴ・アイゲンラウホ 1990 - 2002 - トーマス・リンケ 1992 - 1998 - ヨハン・デ・コック 1996 - 2000 - マルコ・ファン・ホーフダレム 1996 - 2006 - ニコ・ファン・ケルクホーフェン 1998 - 2004 - トマシュ・ヴァウドフ 1999 - 2006 - ダリオ・ロドリゲス 2002 - 2008 | - クリスティアン・パンダー 2002 - 2011 - マルセロ・ボルドン 2004 - 2010 - ムラデン・クルスタイッチ 2004 - 2009 - ラフィーニャ 2005 - 2010 - ハイコ・ヴェスターマン 2007 - 2010 - ベネディクト・ヘーヴェデス 2007 - 2018 - ジョエル・マティプ 2009 - 2016 - ルーカス・シュミッツ 2009 - 2011 - クリストフ・メッツェルダー 2010 - 2013 - 内田篤人 2010 - 2017 - キリアコス・パパドプーロス 2010 - 2015 - クリスティアン・フックス 2011 - 2015 - / ロマン・ノイシュテッター 2012 - 2016 - セアド・コラシナツ 2012 - 2017 - デニス・アオゴ 2013 - 2017 - マティヤ・ナスタシッチ 2015 - - ティロ・ケーラー 2015 - 2018 - ナウド 2016 - 2019 - バスティアン・オツィプカ 2017 - - 板倉滉 2021 - 2022 - 吉田麻也 2022- 2023 |

### MF
| - ヘルベルト・リュトケボーメルト 1968 - 1979 - ウルリッヒ・ビットヒャー 1976 - 1983 - ミヒャエル・オピッツ 1979 - 1988 - クルト・ヤーラ 1980 - 1981 - ビョルン・ゴルトバエク 1987 - 1989 - アンドレアス・ミュラー 1988 - 2000 - アレクサンドル・ボロデュク 1989 - 1993 - イジー・ネメツ 1993 - 2002 - インゴ・アンデルブリュッゲ 1988 - 1999 - ミヒャエル・ビュスケンス 1992 - 2000, 2000 - 2004 - ラドスラフ・ラータル 1994 - 2001 - マルク・ヴィルモッツ 1996 - 2000, 2001 - 2003 - スヴェン・クメッチュ 1998 - 2005 - ニールス・アウデ・カンプハイス 1999 - 2005 - アンドレアス・メラー 2000 - 2003 - イェルク・ベーメ 2000 - 2004 - クリスティアン・ポウルセン 2002 - 2006 - グスタボ・バレラ 2002 - 2008 - レバン・コビアシビリ 2003 - 2009 | - ハミト・アルトゥントップ 2003 - 2007 - リンコン 2004 - 2007 - ズラタン・バイラモビッチ 2005 - 2008 - ファビアン・エルンスト 2005 - 2009 - メスト・エジル 2006 - 2008 - / ジャーメイン・ジョーンズ 2007 - 2014 - イヴァン・ラキティッチ 2007 - 2011 - ルイス・ホルトビー 2009 - 2013 - ホセ・マヌエル・フラド 2010 - 2013 - マルコ・ヘーガー 2011 - 2016 - ユリアン・ドラクスラー 2011 - 2015 - ケヴィン＝プリンス・ボアテング 2013 - 2015 - レオン・ゴレツカ 2013 - 2018 - マックス・マイヤー 2013 - 2018 - アレッサンドロ・シェプフ 2016 - - イェウヘン・コノプリャーンカ 2016 - 2019 - ナビル・ベンタレブ 2016 - - ダニエル・カリジューリ 2017 - |

### FW
| - エルンスト・クツォラ 1923 - 1950 - フリッツ・シェパン 1925 - 1950 - エルンスト・カルヴィツキ 1933 - 1943 - ヘルマン・エペンホフ 1938 - 1943, 1949 - 1955 - ベルンハルト・クロット 1943 - 1948, 1950 - 1963 - マンフレート・クロイツ 1956 - 1968 - ヴィリー・コスロフスキ 1957 - 1965 - ラインハルト・リブダ 1961 - 1965, 1968 - 1972, 1973 - 1976 - クラウス・シェア 969 - 1975 - クラウス・フィッシャー 1970 - 1981 - エルヴィン・クレマース 1971 - 1979 - リュディガー・アブラムチク 1973 - 1980, 1987 - 1988 - クラウス・トイバー 1983 - 1987 - ペーター・セントシャイト 1990 - 1994 - ユーリ・ムルダー 1993 - 2002 - マルティン・マックス 1995 - 1999 - エッベ・サンド 1999 - 2006 | - ゲーラルド・アサモア 1999 - 2010 - マイク・ハンケ 2000 - 2005 - エミール・ムペンザ 2000 - 2003 - アイウトン 2004 - 2005 - セーレン・ラーセン 2005 - 2008 - ケヴィン・クラニー 2005 - 2010 - ハリル・アルトゥントップ 2006 - 2010 - ペーター・レーヴェンクランズ 2006 - 2008 - ビセンテ・サンチェス 2008 - 2010 - ジェフェルソン・ファルファン 2008 - 2015 - ラウル・ゴンサレス 2010 - 2012 - クラース＝ヤン・フンテラール 2010 - 2017 - レロイ・ザネ 2014 - 2016 - エリック・マキシム・シュポ＝モティング 2014 - 2017 - フランコ・ディ・サント 2015 - 2019 - ブレール・エンボロ 2016 - 2019 - ギド・ブルクシュタラー 2017 - |